# طفة

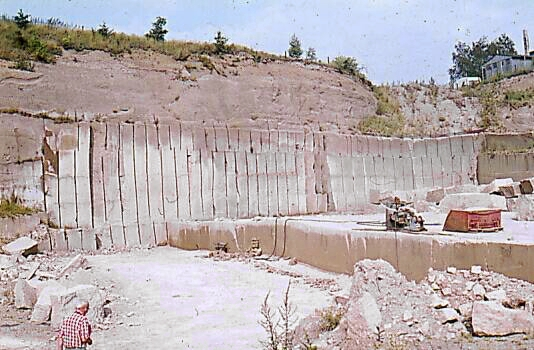
محجر لأحجار الطفة.

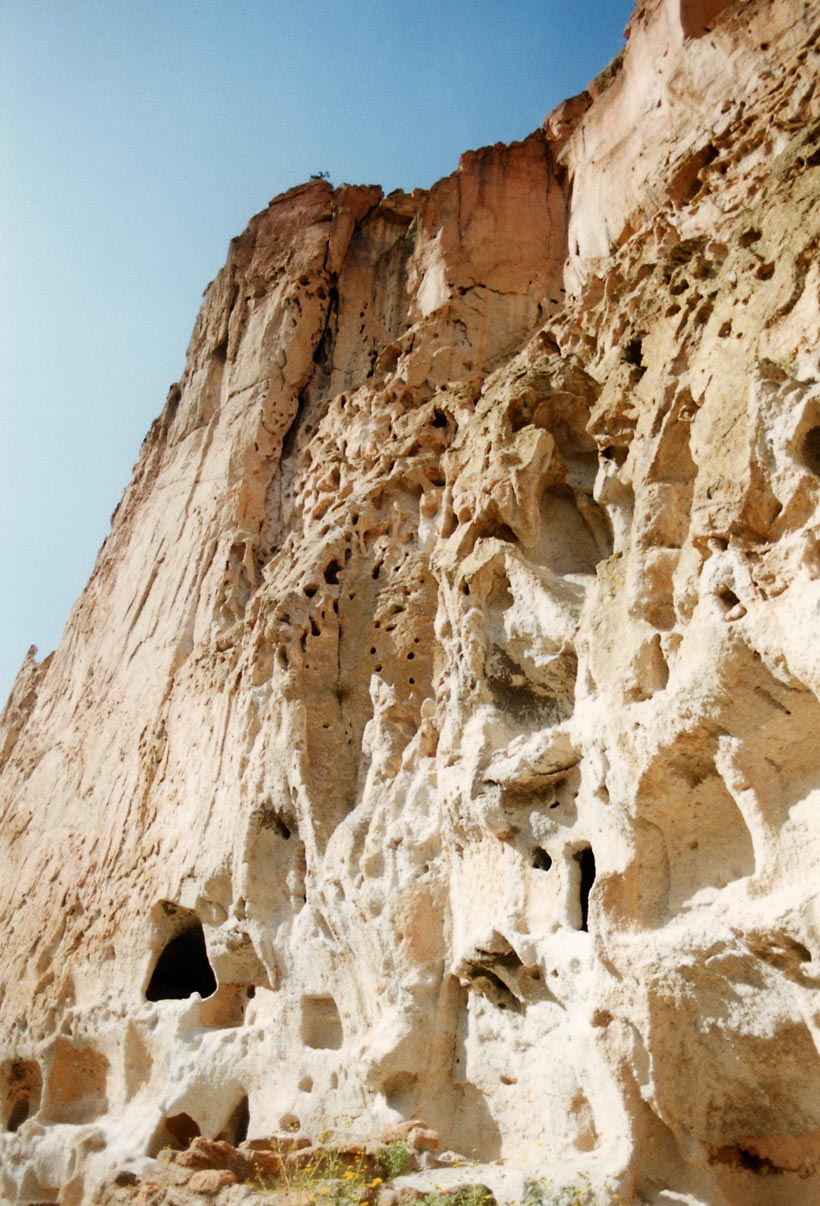
أحجار طفلية ، نيو مكسيكو الولايات المتحدة الأمريكية

الطَّفَّة أو الطُّفْ أو الطُّفَّة البركانية أو الطُّف البركاني أو الفُلَيس الرسوبي البركاني أو فراش الطرقات هي رماد بركاني يترسب على الأرض بعد تطايره في الهواء مكونا أحجارا طفلية متماسكة . يبلغ أحجام حبيباتها نحو 0.2 مليمتر وهي تتكون بنسبة 75 % من الرماد البركاني . يمكن استخدامها في البناء بسبب مساميتها وعزلها الحراري الجيد كما أنها تلطف الرطوية في المنازل.

## أنواع الطفة البركانية
يمكن تصنيف الكفلة والرماد البركاني طبقا لمكوناتها:
- الطفة البركانية الصخرية وبها نسبة عالية من حبيبات صخرية .
- الطفة الزجاجية وهي تحتوي على نسبة عالية من أحجار زجاجية،
- الطفة البركانية البلورية وهي تحتوي على نسبة عالية من البلورات.

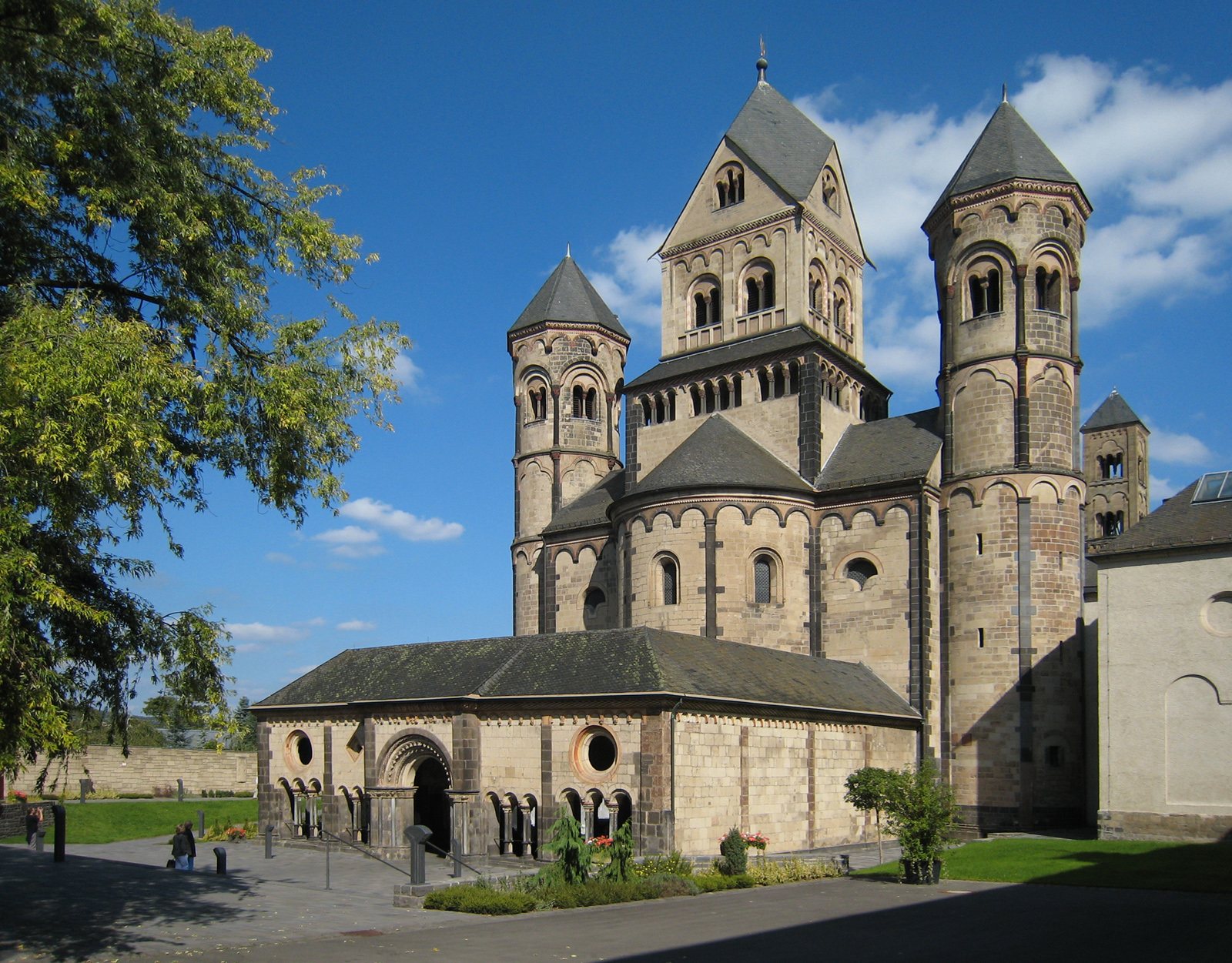
كنيسة من أحجار طفية من العصور الوسطى ألمانيا.

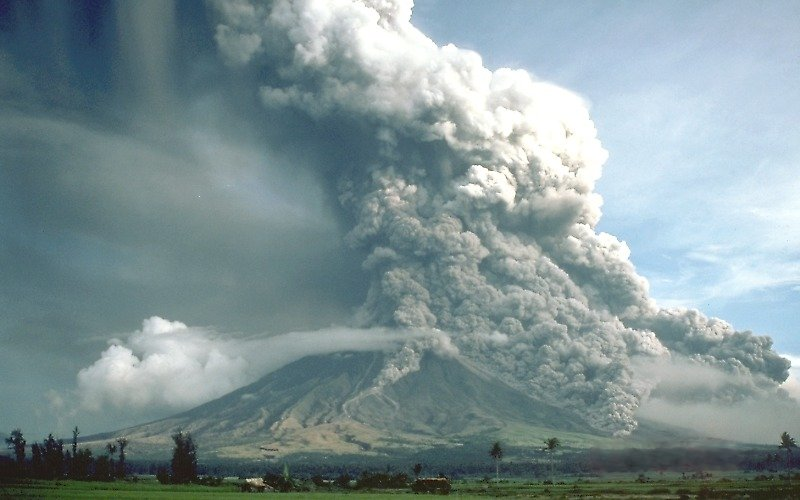
تصاعد الطفة البركانية وترسبها لتكوين الطفة المتماسكة. الفليبين عام 1984.

## اقرأ أيضا
- تفرا
- ريوليت
- بازلت
- صخر ناري
- صخر نابط
- صخور متحولة
- صخر بركاني فتاتي
- انفجار بركاني
- انبثاق بركاني
- بركان طبقي
- بركان درعي
- بركان تصدعي
- لوافظ آيسلندا
- بركان كليفلاند ألاسكا